# 킴 디렉터
킴벌리 앤 "킴" 디렉터(영어: Kimberly Ann "Kim" Director, 1974년 11월 13일 ~ )는 미국의 배우이다.

## 출연 작품

### 영화
- 인사이드 맨 (2006년) - 스티비 역